# Industrial Strength Records
Industrial Strength Records est un label discographique américain spécialisé dans la musique électronique. Initialement fondé par le producteur et DJ Lenny Dee en 1991, le label se lance la même année dans la vente, avec la parution du tout premier extended play de son catalogue musical, intitulé Planet Core Productions Special Double AA Side. Celui-ci contient le titre We Have Arrived, composé par Marc Acardipane sous le nom de scène Mescalinum United, qui deviendra quelques années plus tard, le pilier de la techno hardcore.
Au fil de sa première décennie d'existence, Industrial Strength définit et popularise la musique gabber aux États-Unis.

## Histoire

### Débuts
Industrial Strength Records (ISR) est le tout premier label discographique au monde catégorisé techno hardcore, et l'un des tout premiers labels américains orienté musique électronique. Les premières traces de sa création remontent au début des années 1990, lorsque l'instrumentiste et DJ américain Lenny Dee change ses goûts musicaux, passant de la house à la techno (une musique qu'il jouera à un tempo plus élevé), puis à sa rencontre avec Marc Acardipane dans un club appelé Sound Factory, en Allemagne. De retour quelque temps après, en Allemagne, Dee retrouve Acardipane, et ce dernier lui propose l'écoute d'une chanson qu'il a composée ; en retour, Dee lui explique son intention de démarrer un label discographique, et lui demande de ne pas hésiter. À cet instant, Acardipane lui fait écouter son titre, composé sous le nom de Mescalinum United, et Dee répond à cela « Marc, tu as réussi. Ça y est. C'est l'avenir. C'est là que tout se termine et que tout commence [...] J'ai le logo, j'ai l'idée du label, j'ai la distribution. Je ne ferai rien paraître avant d'avoir ce titre. Tu m'as donné le titre. On fera 50-50. Je ferai connaître cette putain de musique. Si je la fais paraître, ça va le faire. Tout va changer. »
Le label est alors fondé par Lenny Dee à Brooklyn, New York, aux États-Unis, en 1991, ; il fait paraître le tout premier single intitulé We Have Arrived de Mescalinum United,, un futur et inattendu succès planétaire que les fans considèrent comme la première composition techno hardcore jamais produite, et qui popularisera en parallèle le genre aux quatre coins du continent européen, mais principalement aux Pays-Bas, en Belgique, et en Allemagne. Au démarrage du label, Dee est l'auteur d'un bon nombre de compositions sous de multiples nom de scène : The Blood of an English Muffin sous le nom English Muffin, Fuckin Hostile' sous le nom Fuckin Hostile (1993), et Extreme Terror sous le nom DJ Skinhead (1994),. Au fil du temps, et avec la croissance du nombre d'artistes et de groupes signés chez ISR, plusieurs titres se démarquent dont Gabber Up Your Ass de Rob Gee, en 1994, et 100% No Soul Guaranteed du trio australien Nasenbluten, en 1997,. Il publie également d'autres artistes tels que Manu le Malin, instrumentiste français, qui composera notamment aux côtés de Thomas Bangalter, futur membre du groupe Daft Punk, sous le nom de Draft Ponk. Il collabore également avec Oliver Chesler, alias The Horrorist, l'un des pionniers du genre hardcore, et d'autres artistes tels que Carl Cox, Richie Hawtin, Casper Pound, DJ Paul et DOA. Par la suite, Dee fonde plusieurs sous-divisions du label telles qu'IST, Bastard Loud, Ruff Beats, et IS Europe avec le compositeur italien DJ Jappo (actuellement Unexist).

### Pause de Lenny Dee
En 1995, Dee fait paraître la première compilation musicale du label, intitulée Industrial Fuckin' Strength, après la distribution de 38 maxis ; la compilation paraît sous format CD, à cette période très peu utilisé, sauf à des fins commerciales aux Pays-Bas, pour un genre musical underground comme le hardcore.
En 1998, Lenny Dee freine sa production, ses parutions et son management musical. Il laisse à DJ Jappo les commandes de la sous-division européenne d'Industrial Strength : « J'étais fatigué, déprimé, je ne voulais plus rien faire. J'ai laissé les commandes à DJ Jappo sur IS Europe, et c'est peut-être grâce à cela que j'ai pu me remotiver, car ce label ne me correspondait pas. Aujourd'hui, je relance Industrial Strength en essayant de retrouver les esprits de ses origines. » En été 2002 paraît alors une compilation rétrospective distribuée par le label UWe. Dans une entrevue avec le site Signal Zero, il confie avoir pris « une pause. La première chose que j’ai arrêté a été le label. C’était un business qui partait en spirale hors contrôle. Je faisais trop de deejaying. J’étais consumé d’avoir joué en Europe de 1988 à 1998, puis de rentrer à la maison pour faire ceci ou cela, faire la fête, travailler, composer. C’était arrivé à un point où il fallait que j’arrête. » Près de cinq ans plus tard, Dee revient à la tête du label,.

### Continuité
En octobre 2004, Lenny Dee et Promo, fondateur du label The Third Movement, collaborent afin de créer un nouveau label nommé Industrial Movement, afin de « représenter l'originalité, aucune limite et des sensations fortes et dark. »
Dans les années 2010, le label se lance dans la vente de packs numériques d'échantillons sonores,. Certains d'entre eux sont d'ailleurs bien accueillis par la presse spécialisée,. Pour la célébration de sa vingtième année d'existence, le label organise un événement appelé Silence Suxx, en 2011. En 2016, le label fête ses 25 ans d'existence avec une tournée mondiale, dont un passage à Paris.
En 2023, le label sort un album fêtant ses 30 ans.